# Una gran señora
Una gran señora és una pel·lícula còmica espanyola estrenada el 1959 i dirigida pel director argentí Luis César Amadori, basada en l'obra teatral d'Enrique Suárez de Deza.

## Sinopsi
Charo treballa com a model de Madame Rasy, que gairebé està a la ruïna, i el seu promès, Adolfo, mai s'acaba de definir en el futur. En una desfilada, l'excèntrica milionària anglesa Lady Chrysler confon Charo amb una comtesa polonesa i la convida a la seva residència a Estoril. Madame Rasy ho aprofita per fer de mitjancera i que la milionària anglesa inverteixi al seu negoci.

## Repartiment
- Albert Closas - Adolfo
- Zully Moreno - Charo
- Isabel Garcés - Lady Chrysler
- Jesús Tordesillas - Lord Chrysler
- José Luis López Vázquez - Tobías Práxedes
- Ivette Lebo - Madame Rasy

## Premis
Medalles del Cercle d'Escriptors Cinematogràfics
| Any  | Categoria                | Pel·lícula    | Resultat   |
| ---- | ------------------------ | ------------- | ---------- |
| 1959 | Millor actriu secundària | Isabel Garcés | Guanyadora |